# Dtv phantastica
dtv phantastica ist eine von 1979 bis 1983 im Deutschen Taschenbuch Verlag (dtv) erschienene Reihe für Science-Fiction-, Horror- und phantastische Literatur. Sie besteht aus 36 Taschenbüchern, deren äußeres Erscheinungsbild mit schwarzem Umschlag und weißer, serifenloser Schrift einheitlich gestaltet ist. Teilweise wurden bereits früher im dtv erschienene Bücher äußerlich angepasst und bei unverändertem Inhalt in die Reihe als Neuauflagen integriert. Die Umschlaggestaltung stammt durchgängig von dem Schweizer Grafiker Celestino Piatti. Die Reihe umfasst Romane und Erzählungen einzelner Autoren sowie Anthologien mit Erzählungen verschiedener Autoren. Die Inhalte sind nicht überschneidungsfrei, so erschien die Kurzgeschichte Draculas Gast von Bram Stoker in Nr. 1854 und in Nr. 1857, die Kurzgeschichte Die Runde für den Teufel von George Langelaan in Nr. 1857 und in Nr. 1858, die Kurzgeschichte Miriam von Truman Capote in Nr. 1856 und in Nr. 1867 in zwei verschiedenen Übersetzungen. Es gibt zudem Überschneidungen mit der im Paul Zsolnay Verlag erschienenen Reihe Die phantastischen Romane.

## Liste der indtv phantasticaerschienenen Werke
| dtv Nummer | Autor (Hrsg.)                | Titel                                                                  | Erscheinungsjahr und Monat | Beschreibung | vorher erschienen unter Nummer |
| ---------- | ---------------------------- | ---------------------------------------------------------------------- | -------------------------- | --- | ------------------------------ |
| 1850       | Peter Motram                 | Der Tag, der nicht im Kalender stand                                   | 1979/09                    | Phantastischer Kriminalroman                                                                                     |                                |
| 1851       | Bram Stoker                  | Graf Dracula                                                           | 1979/07                    | Vampirroman | 516                            |
| 1852       | Richard Davis (Hrsg.)        | Jeder Dämon hat seinen Preis                                           | 1979/07                    | 10 Horror-Storys englischsprachiger Autoren                                                                      |                                |
| 1853       | Stanisław Lem                | Eden                                                                   | 1979/10                    | Science-Fiction-Roman                                                                                            | 943                            |
| 1854       | Bram Stoker                  | Im Haus des Grafen Dracula                                             | 1980/01                    | 10 Erzählungen                                                                                                   |                                |
| 1855       | Frédéric Boutet              | Die Dame in Grün                                                       | 1980/03                    | 15 Erzählungen                                                                                                   |                                |
| 1856       | Peter Haining (Hrsg.)        | Luzifer lässt grüßen                                                   | 1979/07                    | 24 Erzählungen englischer und amerikanischer Autoren                                                             |                                |
| 1857       | Martin Gregor-Dellin (Hrsg.) | Das Wachsfigurenkabinett                                               | 1979/07                    | 26 Erzählungen aus aller Welt mit 22 Zeichnungen von Alfred Kubin                                                |                                |
| 1858       | George Langelaan             | Die Fliege und andere Erzählungen aus der phantastischen Wirklichkeit  | 1979/11                    | 10 Erzählungen                                                                                                   | 306                            |
| 1859       | Peter Handke (Hrsg.)         | Der gewöhnliche Schrecken                                              | 1980/09                    | 18 Erzählungen deutschsprachiger Autorinnen und Autoren                                                          | 783                            |
| 1860       | Mary Shelley                 | Frankenstein oder Der neue Prometheus                                  | 1980/08                    | Schauerroman | 829                            |
| 1861       | Leo Perutz                   | Zwischen neun und neun                                                 | 1980/06                    | Phantastischer Roman                                                                                             |                                |
| 1862       | Otto Fritz Beer              | Ich, Rodolfo, Magier                                                   | 1980/07                    | Roman |                                |
| 1863       | Ambrose Bierce               | Der Mönch und die Henkerstochter                                       | 1980/08                    | 18 Erzählungen                                                                                                   | 722                            |
| 1864       | George Langelaan             | Die Stimme und weitere Begegnungen mit der gespenstischen Wirklichkeit | 1980/09                    | 10 Erzählungen                                                                                                   | 1123                           |
| 1865       | Guy Endore                   | Der Werwolf von Paris                                                  | 1980/10                    | Roman |                                |
| 1866       | Jürgen vom Scheidt (Hrsg.)   | Das Monster im Park                                                    | 1980/10                    | 16 Science-Fiction-Storys aus Europa und den USA                                                                 | 961                            |
| 1867       | Martin Gregor-Dellin (Hrsg.) | Das Gespenst im Aktenschrank                                           | 1980/11                    | 34 Geistergeschichten aus aller Welt                                                                             | 597                            |
| 1868       | Gaston Leroux                | Das Phantom der Oper                                                   | 1980/12                    | Schauerroman |                                |
| 1869       | Leo Perutz                   | Die dritte Kugel                                                       | 1981/01                    | Phantastischer Roman                                                                                             |                                |
| 1870       | Hugh Barnett Cave            | Das Schnurren der Katze                                                | 1981/02                    | 8 Erzählungen |                                |
| 1871       | George Langelaan             | Die unheimlichen Wirklichkeiten                                        | 1981/03                    | Berichte über übernatürliche Phänomene                                                                           | 1091                           |
| 1872       | Michail Bulgakow             | Der Meister und Margarita                                              | 1980/08                    | Phantastischer Roman                                                                                             |                                |
| 1873       | Jörg Weigand (Hrsg.)         | Vorgriff auf morgen                                                    | 1981/04                    | 13 Science-Fiction-Storys aus der Bundesrepublik Deutschland                                                     |                                |
| 1874       | Horst Heidtmann (Hrsg.)      | Von einem anderen Stern                                                | 1981/05                    | 16 Science-Fiction-Storys aus der Deutschen Demokratischen Republik                                              |                                |
| 1875       | Horst Heidtmann (Hrsg.)      | Im Jenseits                                                            | 1981/06                    | 13 unheimlich-phantastische Geschichten aus der Deutschen Demokratischen Republik                                |                                |
| 1876       | Ernst Wilhelm Heine          | Die Rache der Kälber und andere makabre Geschichten                    | 1981/07                    | 15 Erzählungen                                                                                                   |                                |
| 1877       | Stephen King                 | Brennen muss Salem!                                                    | 1981/10                    | Vampirroman |                                |
| 1878       | John Franklin Bardin         | Das Teufelsrad                                                         | 1981/12                    | Roman |                                |
| 1879       | Horst Heidtmann (Hrsg.)      | Die gestohlenen Techmine                                               | 1982/03                    | 13 Science-Fiction-Storys aus Osteuropa                                                                          |                                |
| 1880       | Mark Twain                   | Ein Yankee aus Connecticut an König Artus’ Hof                         | 1982/06                    | Roman |                                |
| 1881       | Susanne Päch (Hrsg.)         | Fabrik der Träume                                                      | 1982/07                    | 14 Science-Fiction-Storys aus Europa und den USA                                                                 |                                |
| 1882       | John Franklin Bardin         | Geständnis auf Raten                                                   | 1983/01                    | Roman |                                |
| 1883       | Horst Heidtmann (Hrsg.)      | Die letzte Tür                                                         | 1982/02                    | 8 phantastische Erzählungen aus der Sowjetunion                                                                  |                                |
| 1884       | John Franklin Bardin         | Die Bärengrube                                                         | 1983/06                    | Kriminalroman |                                |
| 1885       | P.M.                         | Weltgeist Superstar                                                    | 1983/07                    | Interview mit P.M., Bericht über eine Begegnung mit Außerirdischen, Grammatik und Sprachführer der Tarna-Sprache |                                |